# Pimpinella kilimandscharica
Pimpinella kilimandscharica är en flockblommig växtart som beskrevs av Adolf Engler. Pimpinella kilimandscharica ingår i släktet bockrötter, och familjen flockblommiga växter. Inga underarter finns listade i Catalogue of Life.